# Vittore Crivelli
Vittore Crivelli (Venezia, 1440 circa – Fermo, 1501/1502) è stato un pittore italiano del Rinascimento, fratello minore di Carlo Crivelli. 

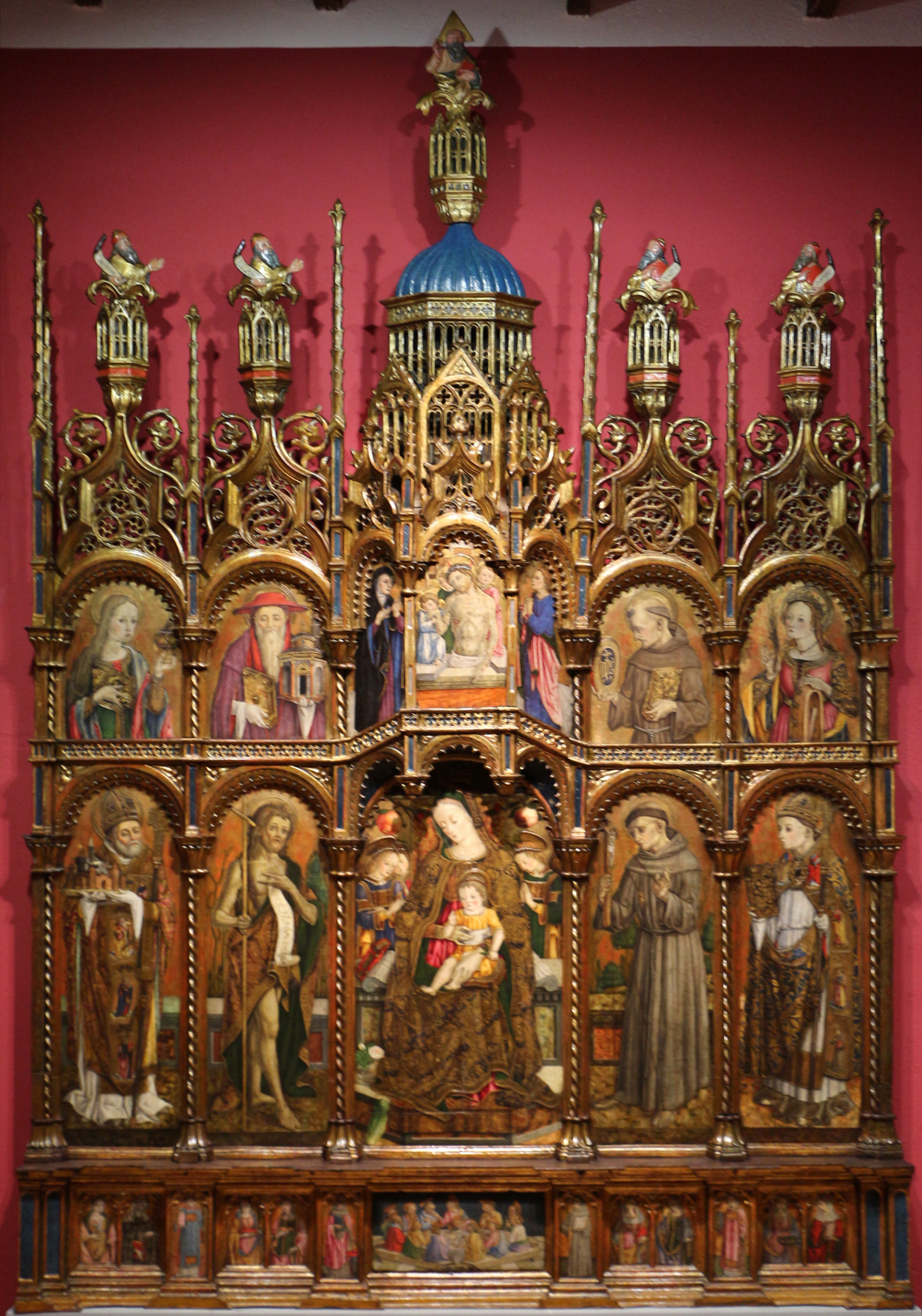
Polittico di San Severino Marche

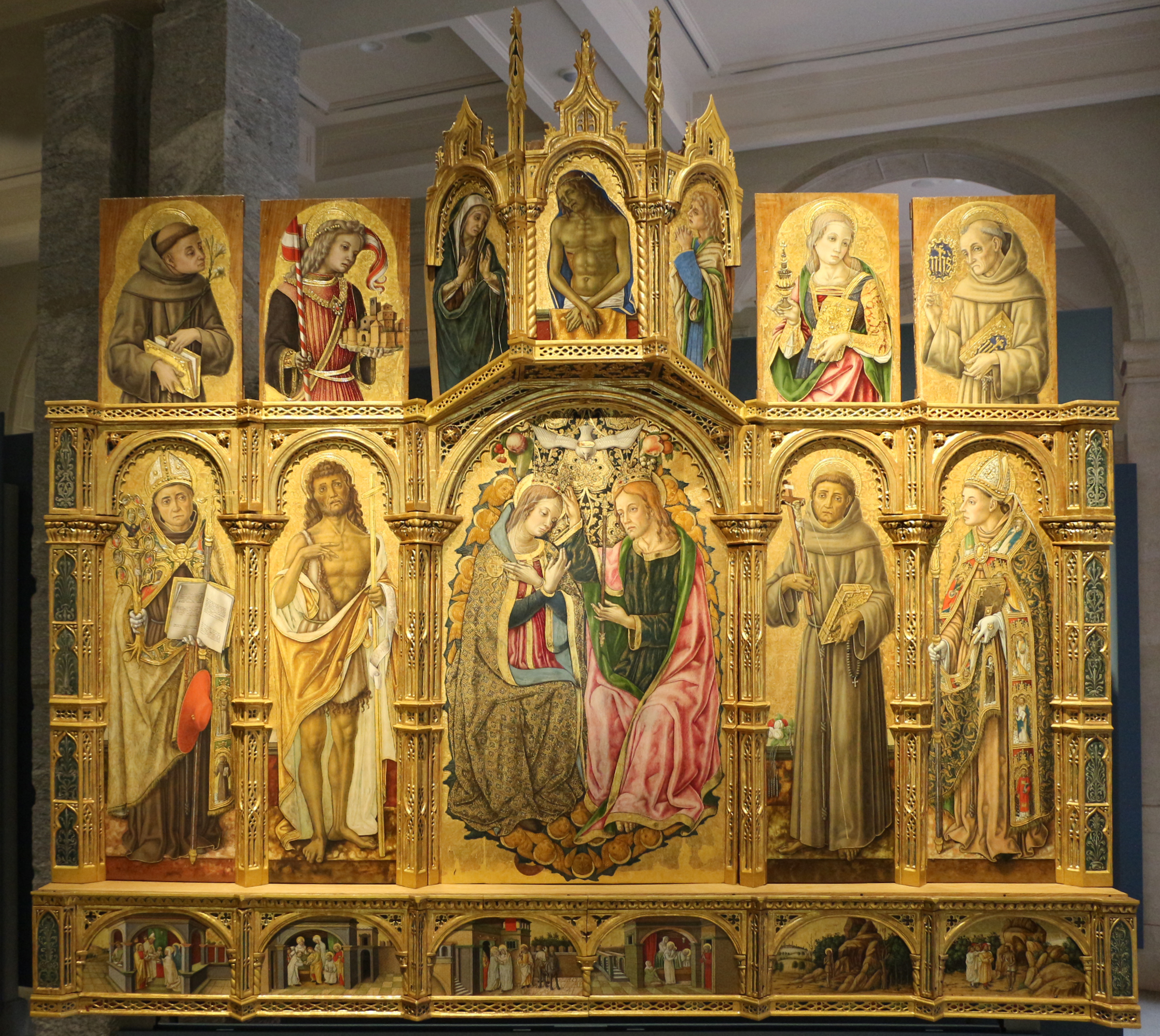
Polittico di Sant'Elpidio a Mare

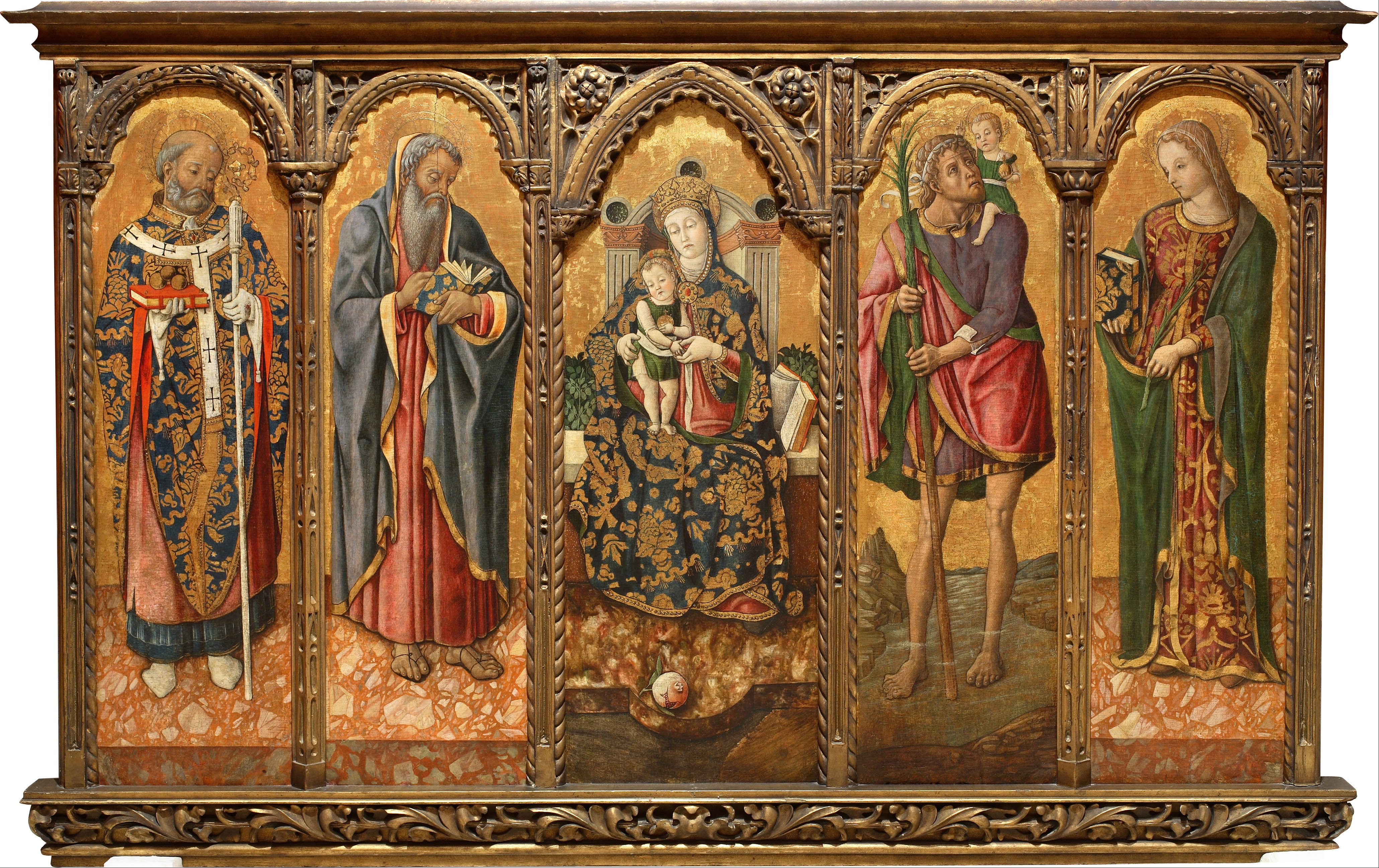
Polittico del Museo Pushkin, Mosca

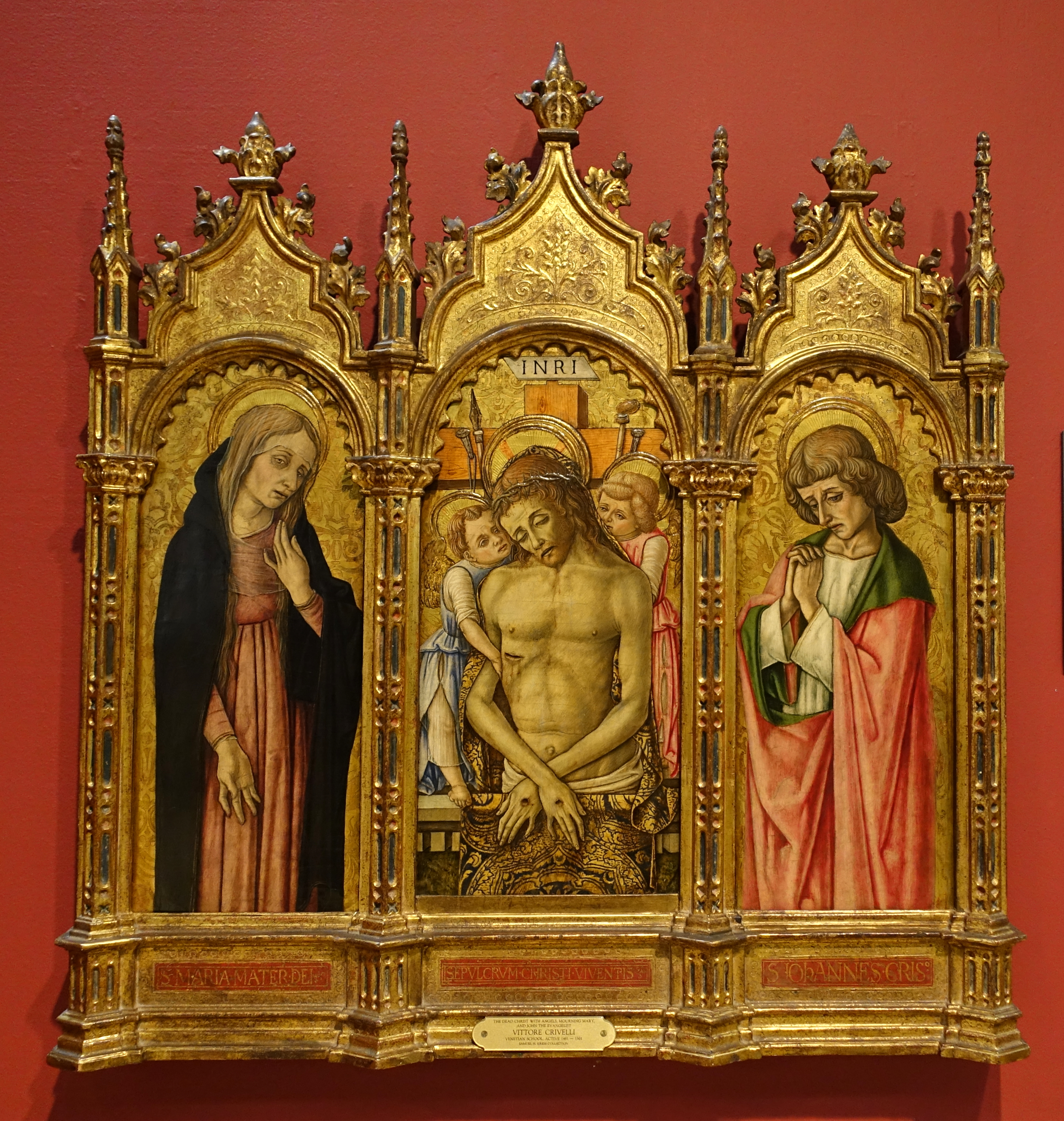
Trittico della Pietà di Tucson

Nelle sue opere si avvicinò spesso al fasto ornamentale di quelle del fratello, senza raggiungerne tuttavia il risalto e l'energia nella definizione plastica dei volumi, né nella carica espressiva.

## Biografia
Di qualche anno più giovane del fratello Carlo, seguì probabilmente il fratello a Zara quando questi dovette abbandonare repentinamente Venezia per guai giudiziari. Tuttavia Vittore rimase più a lungo nella città dalmata, almeno fino al 1476. A Zara, in stretti rapporti commerciali e culturali con la sponda adriatica marchigiana, eseguì un numero altissimo di opere che oggi sono conservate nei musei del mondo (New York, Zagabria, Vienna, Mosca e Italia) e che rivelano la maniera padovana-mantegnesca di cui si è nutrito, al pari del fratello, guardando alle opere degli allievi dello Squarcione, magari filtrate in laguna dalla bottega fiorente dei Vivarini. Quando si trasferì nella Marca Fermana la sua pittura volge verso il sontuoso decorativismo e spesso diventò una nostalgica ripresa di accenti alla Antonio Vivarini e Giovanni d'Alemagna.
Opere non prive di fascino, seppur d'espressività meno incisiva rispetto a quella di Carlo, sono i polittici di Sant'Elpidio a Mare e di Torre di Palme. Vittore operò nel Fermano, Carlo nell'Ascolano: sembra che i due fratelli si fossero divisi l'area d'influenza sulle due città, peraltro spesso in lotta tra di loro, delle Marche meridionali. Vittore cercò di emulare l'inarrivabile linguaggio di Carlo, come si vede in un'opera a quattro mani dei due, il Polittico di Monte San Martino, in cui Vittore completò l'opera lasciata incompiuta da Carlo.
Un tema ricorrente nella pittura di Vittore, e invece mai presente nelle opere di Carlo, è la rappresentazione della Madonna adorante il Bambino, iconografia molto diffusa nel Quattrocento e derivata dalle visioni di santa Brigida. Sono numerose le sue opere in cui v'è la delicata raffigurazione della Vergine in atto di adorazione di Gesù (spesso attorniata da angeli), come ad esempio nella tavola di Falerone (la sua prima opera in territorio marchigiano documentata), di Sarnano, di Massignano, di Avignone, di New York e nei polittici di Cupra Marittima e di Monsampietro Morico (Sant'Elpidio Morico).

## Opere

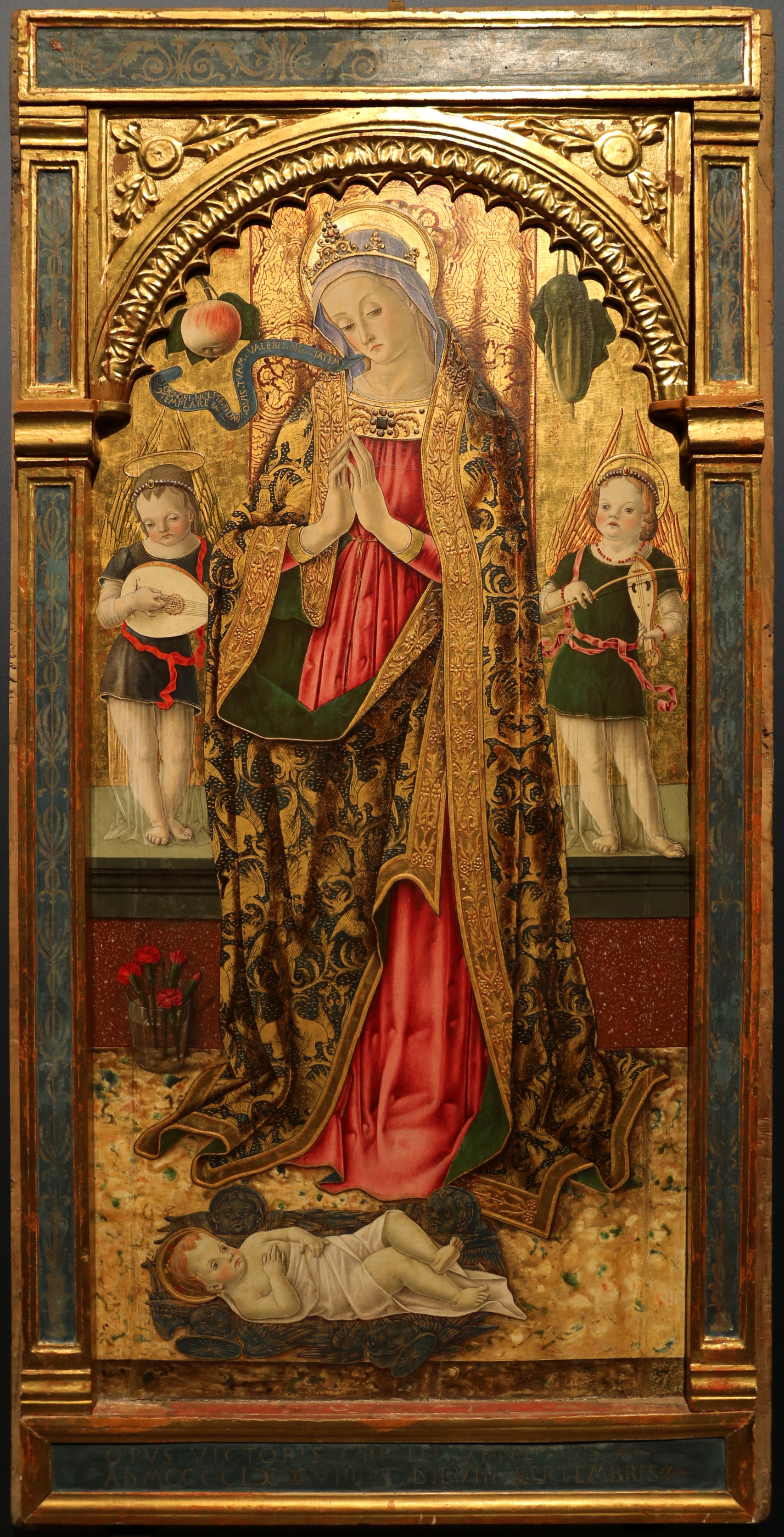
La Madonna di Falerone

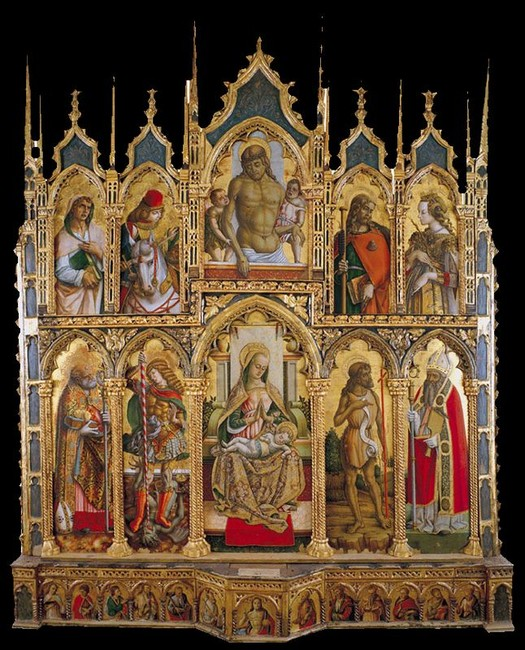
Il Polittico di Monte San Martino.

- Madonna e due angeli adoranti il Bambino, tavola; ubicazione ignota (già a New York, Bayer Collection)
- Madonna col Bambino, San Nicola da Bari, un santo apostolo, San Cristoforo, una santa martire, polittico; Mosca, museo Puškin
- Madonna adorante il Bambino, tavola; ubicazione ignota, Cracovia, Castello del Wawel
- Madonna col Bambino, tavola; Bassano del Grappa, collezione Oscar Bussandri
- Pietà, tavola; Urbino, Galleria Nazionale delle Marche
- Madonna col Bambino tra due angeli, tavola; Zagabria, Palazzo Comunale
- Madonna col Bambino, tavola; ubicazione ignota, Cracovia, Castello del Wawel
- Madonna adorante il Bambino, tavola; Vaduz, Regia collezione del Liechtenstein
- Madonna adorante il Bambino, tavola; Falerone, chiesa di San Fortunato
- Madonna col Bambino, tavola; Budapest, Szépmuvészeti Mùzeum
- Polittico di Sant'Agostino, polittico; Torre di Palme, chiesa di Sant'Agostino
- Madonna col Bambino in trono, con due angeli e donatore, tavola; New York, Metropolitan Museum of Art
- Madonna col Bambino in trono, tavola; Giamaica, St. John's University
- San Pietro, tavola (dall'ordine inferiore di un polittico perduto); New Haven, Yale University Art Gallery
- Polittico di San Severino , polittico; San Severino Marche, Pinacoteca Comunale
- Madonna col Bambino e due angeli, tavola; New York, Metropolitan Museum of Art
- Polittico della chiesa San Francesco di Fermo
  - Madonna col Bambino ed angeli, San Bonaventura, San Giovanni Battista, San Francesco, San Luigi di Tolosa, tavole; Filadelfia, Museum of Art
  - Sant'Antonio da Padova, tavola; Arnheim, Paesi Bassi
  - San Girolamo, tavola; Londra, Victoria and Albert Museum
  - Pietà, tra la Vergine Addolorata e San Giovanni Evangelista, tavola; Tucson, University of Arizona Art Gallery
  - San Bernardino da Siena, tavola; Arnheim, Paesi Bassi
  - Santa Caterina d'Alessandria, tavola; Londra, Victoria and Albert Museum;
  - San Tommaso, tavola (dalla predella di un polittico perduto); ubicazione ignota (già a New York, Van Diemen Collection)
- Il Redentore Risorto, tavola (dalla predella di un polittico perduto); ubicazione ignota (già a New York, Van Diemen Collection)
- Apostolo che legge, tavola (dalla predella di un polittico perduto); Altenburg, Staatliches Lindenau-Museum
- Due Santi Apostoli, San Giovanni Evangelista, Sant'Andrea, tavole (dalla predella di un polittico perduto), Svizzera, collezione privata
- Madonna e due angeli adoranti il Bambino, tavola; Massignano, chiesa di San Giacomo maggiore
- Madonna in trono, San Girolamo, San Giovanni Battista, San Francesco, il beato Angelo Clareno, pentittico; Capodarco di Fermo, chiesa di Santa Maria
- Frate francescano che legge, tavola (dalla predella di un polittico perduto); ubicazione ignota (già a New York, Metropolitan Museum of Art)
- Frate francescano che prega, tavola (dalla predella di un polittico perduto); Sant'Elpidio a Mare, Pinacoteca Civica "Vittore Crivelli"
- San Girolamo nel deserto, tavola; ubicazione ignota (già a Fermo, palazzo Vinci)
- Adorazione dei Magi, tavola (dalla predella di un polittico smembrato); collezione privata
- La discesa dello Spirito Santo alla Pentecoste, tavola (dalla predella di un polittico perduto); Goirle (Paesi Bassi), Schalken Collection
- Polittico di Monteprandone, polittico smembrato : ricostruzione
  - Madonna col Bambino in trono, tavola; ubicazione ignota
  - San Nicola, tavola; ubicazione ignota
  - San Leonardo, tavola; Ripatransone, Pinacoteca Comunale
  - Sant'Antonio Abate, tavola; Monaco di Baviera, collezione privata
  - Il Beato Giacomo della Marca, tavola; Ripatransone, Pinacoteca Comunale
  - Cristo morto sorretto da quattro angeli, tavola; perduta
  - San Pietro, tavola; Norfolk (Virginia), The Chrysler Museum
  - San Girolamo, tavola; Norfolk (Virginia), The Chrysler Museum
  - Sant'Orsola, tavola; ubicazione ignota (già Ripatransone, Pinacoteca Comunale
  - San Placido, tavola; Ripatransone, Pinacoteca Comunale
- Madonna adorante il Bambino, tavola; ubicazione ignota (già a Parigi, collezione Martin Le Roy)
- Madonna col Bambino in trono, San Marco, San Lorenzo, trittico (tavole superstiti di un polittico perduto); Ripatransone, Pinacoteca Comunale
- Polittico dell'Incoronazione della Vergine, polittico; Sant'Elpidio a Mare, Pinacoteca Civica "Vittore Crivelli"
- San Giovanni Battista, tavola (dall'ordine inferiore di un polittico perduto); Ripatransone, Pinacoteca Comunale
- Madonna adorante il Bambino e due angeli, tavola; Avignone, Petit Palais
- Pietà, tavola; ubicazione ignota (già a Firenze, collezione Brentano)
- Pietà (frammento), tavola; Torino, collezione privata
- Polittico del monastero di San Giuliano di Fermo, polittico smembrato : ricostruzione
  - Madonna col Bambino in trono, tavola; Fermo, Museo Diocesano
  - San Benedetto, tavola; Baltimora (Maryland), Walters Art Gallery
  - San Giovanni Battista, tavola; Baltimora (Maryland), Walters Art Gallery
  - San Giuliano, tavola; Avignone, Petit Palais
  - tavola perduta
  - Pietà, Fermo, Museo Diocesano
  - tavola perduta
  - tavola perduta
  - tavola perduta
  - tavola perduta
- Pietà, tavola; Gubbio, Pinacoteca Comunale
- Madonna adorante il Bambino tra due angeli musicanti, tavola; Sarnano, Pinacoteca Comunale
- Madonna col Bambino in trono e donatori, tavola; Massa Fermana, chiesa dei Santi Silvestro, Lorenzo e Ruffino
- Polittico di Monte San Martino, polittico; Monte San Martino, chiesa di San Martino
- Trittico della Visitazione di Maria ad Elisabetta, trittico; Sant'Elpidio a Mare, Pinacoteca Civica "Vittore Crivelli"
- Polittico della chiesa di San Francesco in Monte Santo, polittico smembrato : ricostruzione
- San Sebastiano e devoti 1495 circa chiesa dei Santi Giovanni e Benedetto di Montegiorgio